# Загорео
Загорео (енгл. Burnt) америчка је драмедија из 2015. године. Режију потписује Џон Велс, а сценарио Стивен Најт, по причи Мајкла Калесника. Главну улогу тумачи Бредли Купер.
Премијерно је приказан 22. октобра 2015. године у Њујорку, док је 30. октобра пуштен у биоскопе у Сједињеним Америчким Државама, односно 29. октобра у Србији. Добио је негативне рецензије критичара и зарадио више од 36 милиона долара.

## Радња
Адам Џоунс је главни кувар, који је имао све у животу и изгубио. Некадњи „неваљали дечко” париске кулинарске сцене, марио је једино за то да створи експлозију укуса и заради што више Мишелин звездица. Сада је решио да се врати на велика врата, а за то му је неопходна помоћ једне прелепе Хелене.

## Улоге
| Глумац            | Улога          |
| ----------------- | -------------- |
| Бредли Купер      | Адам Џоунс     |
| Сијена Милер      | Хелена Свини   |
| Омар Си           | Мишел          |
| Данијел Брил      | Тони Балерди   |
| Рикардо Скамарчо  | Макс           |
| Сем Кили          | Дејвид         |
| Алисија Викандер  | Ен Мери        |
| Метју Рис         | Монтгомери Рис |
| Ума Терман        | Симон          |
| Ема Томпсон       | др Росхилд     |
| Лили Џејмс        | Сара           |
| Сара Грин         | Кејтлин        |
| Хенри Гудман      | Конти          |
| Стивен Кембел Мур | Џек            |
| Лекси Бенбоу Харт | Лили           |
| Шарлот Хокинс     | ТВ водитељка   |